# Купер, Мартин
Ма́ртин Ку́пер (англ. Martin Cooper, род. 26 декабря 1928, Чикаго) — американский инженер и физик, известен как человек, совершивший первый звонок по сотовому телефону.

## Биография
Родился в 1928 году в Чикаго (США) в семье еврейских эмигрантов из СССР, живших ранее в местечке на Украине под Киевом. В 1950 году получил диплом Иллинойсского технологического института, став инженером-электротехником. Служил в ВМС США офицером на подводной лодке, которая базировалась на Гавайях. После Корейской войны Мартин устроился в «Western Electric», где работал над созданием телетайпа. А в 1954 году стал работать в компании «Motorola». В это время Купер продолжал учиться. Степень магистра по электротехнике он получил в Иллинойсском технологическом институте, а по вечерам начал преподавать.
В 1960 году Джон Ф. Митчелл стал главным инженером в проектах портативных коммуникаций в компании. Работая в компании Motorola, Купер занимался совершенствованием автомобильной радиотелефонной сети. Громоздкая и не совсем удобная, эта связь, тем не менее, оказалась чрезвычайно популярной, и эта популярность продолжала стремительно расти. В начале 1970-х Митчелл предложил Куперу пост руководителя отдела, ответственного за автомобильную телефонию. Купер высказал идею, что размер мобильного телефона нужно уменьшить до такого, чтобы люди могли носить его с собой в руке. Проблему конфликта близких по частотам каналов, а также облегчение конструкции пытались решить технологически несколько фирм, но на начало 70-х годов XX века никто в этом не преуспел.
Вскоре была выдвинута идея сотового принципа организации сетей мобильной связи, оставался открытым лишь вопрос, кто первый грамотно её реализует. Фаворитом в той гонке считалась телефонная компания «AT&T», крупнейшая в США — именно там изобрели «соты».
3 апреля 1973 года в «стане врага» — конструкторском отделе компании Bell Laboratories — раздался телефонный звонок. «Угадай, откуда я звоню?» — услышал в трубке голос Мартина глава исследовательского отдела Джоэл Энгель. — «Я звоню тебе с настоящего сотового телефона».

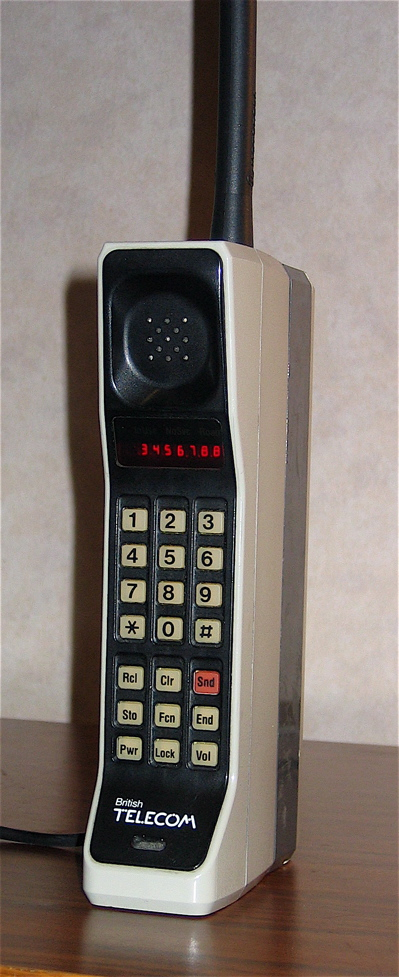
Motorola DynaTAC

Это был первый звонок, совершённый с сотового телефона, и он, фактически, стал началом новой эпохи в области телекоммуникаций.
Мартин Купер впоследствии вспоминал: «Не помню, что он тогда ответил, но, знаете, мне показалось, что я слышал, как скрипят его зубы». На разработку первой модели сотового телефона компания затратила 15 лет и 90 миллионов долларов. Годы спустя Ричард Френкель (Richard Frenkiel), глава отдела системных разработок Bell Laboratories, сказал о Dyna-Tac:

«Это был настоящий триумф. На тот момент мы использовали в машинах 14-килограммовые телефоны. Их способность вместить всё необходимое в 1 кг была большим прорывом».
Мартин Купер звонил с первого в мире мобильного телефона модели «DynaTAC» весом в 1,15 кг и размерами 22,5х12,5х3,75 см. В нём было 2 тысячи деталей. Заряда аккумулятора хватало на 20 минут разговора. Первый коммерческий сотовый телефон этой компании появился на рынке только через 10 лет (получение лицензии и создание сети требовали времени); 6 марта 1983 года он весил меньше прототипа (800 г) и продавался за три с половиной тысячи долларов. После ухода из Motorola Мартин основал свою телефонную компанию и вскоре разбогател, а в 1986 году вместе с партнёрами продал компанию за $ 23 000 000.

## Награды
- Национальная медаль США в области технологий и инноваций (2025)[4]